# Cucina swati

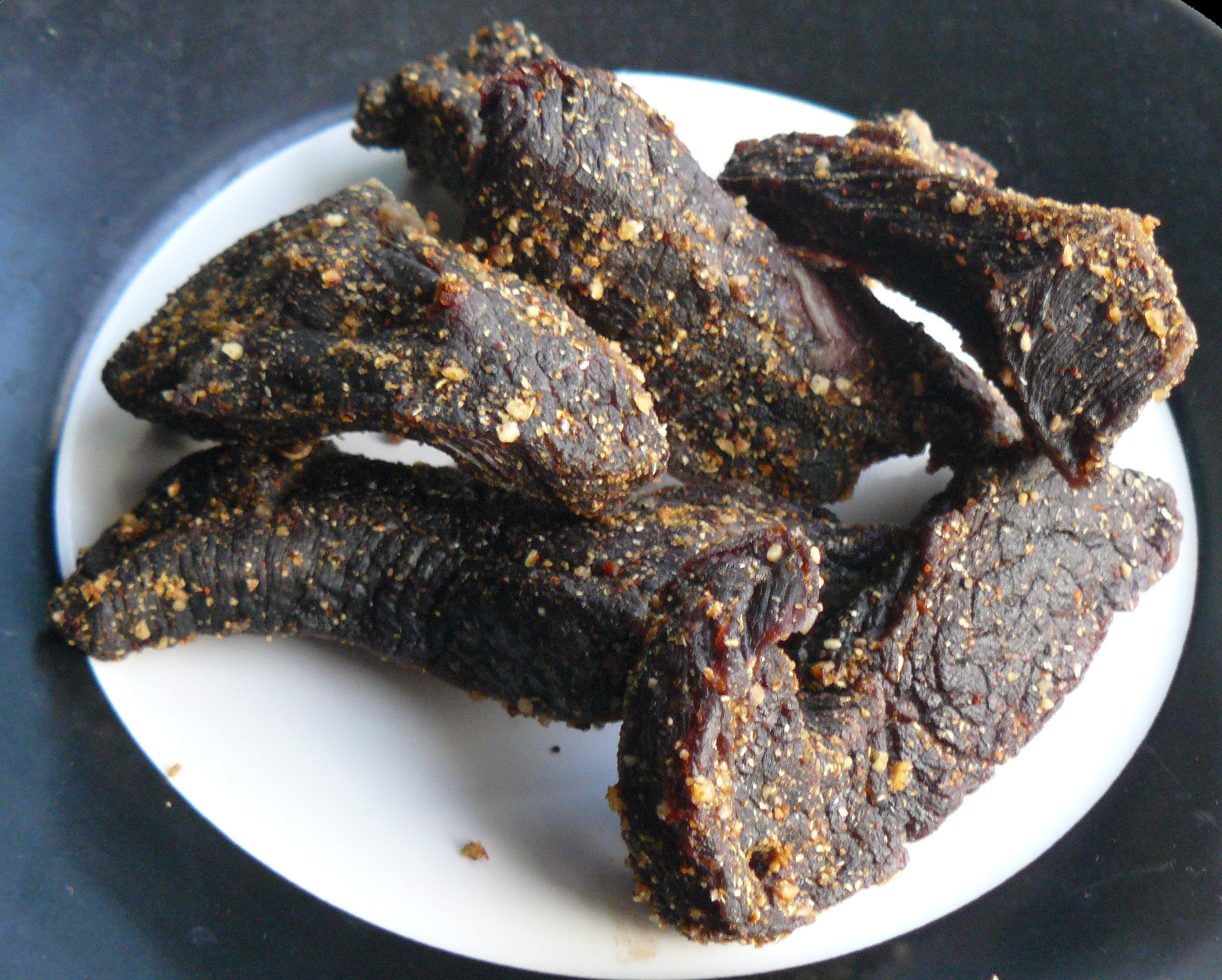
Umncweba o biltong

La cucina swati comprende le abitudini culinarie di eSwatini. Essa si basa sui raccolti e gli allevamenti del luogo. I principali alimenti sono sorgo, mais, carne di capra, vitello, zucchero di canna, riso e arachidi.
Gli swati consumano in media tre pasti al giorno che comprendono cibi molto semplici derivanti dai prodotti locali. La colazione è piuttosto leggera e può comprendere un porridge di latte caldo e mais chiamato sitfubi, un porridge di fagioli e mais noto come sishwala oppure del pane con burro di arachidi accompagnato da tè o caffè. Il pranzo è il pasto più importante della giornata e consiste generalmente in uno stufato di verdure accompagnato da un porridge di mais o da una sorta di polenta, mentre a cena si consumano prevalentemente gli avanzi della giornata. In alcune famiglie viene servito un pasto domenicale che comprende riso, carne arrosto, frutta, insalata e un dolce (custard).
Il termine braai fa riferimento al barbeque dell'Africa meridionale. I piatti a base di carne più popolari sono le bistecche e il boerewors, una salsiccia piccante.
Tra gli snack più diffusi vi sono latte fermentato, frutta fresca, arachidi tostate e umncweba (una variante di carne essiccata). Le bevande tradizionali sono tè, caffè, tiwala (una birra di sorgo e mais) e buganu (un liquore fatto in casa a base di marula fermentata).